# بير ليندهولم
بير ليندهولم هو مصارع رياضي سويدي، ولد في 13 يونيو 1953 في هسلهولم في السويد.

## وصلات خارجية
- بير ليندهولم على موقع قاعدة بيانات المصارعة الدولية (الإنجليزية)
- بير ليندهولم على موقع أوليمبيديا (الإنجليزية)
- بير ليندهولم على موقع اللجنة الأولمبية السويدية (السويدية)